# Barbara Pepper
Barbara Pepper, nata Marion Pepper (New York City, 31 maggio 1915 – Los Angeles, 18 luglio 1969), è stata un'attrice e ballerina statunitense.

## Biografia
Barbara Pepper iniziò la sua carriera come componente del corpo di ballo delle Goldwyn Girl. Nel 1934 passò al cinema e alla radio. Una depressione conseguente alla morte del marito, l'attore Craig Reynolds, avvenuta nel 1949 per un incidente stradale, l'allontanò dalle scene, salvo poi partecipare - seppur in piccole parti - a film di successo come My Fair Lady (1964) e Baciami stupido (1964).
Negli anni sessanta partecipò anche alle serie televisive Lucy ed io e La fattoria dei giorni felici. Morì nel 1969 e fu sepolta nell'Hollywood Forever Cemetery.

## Filmografia parziale

### Cinema
- Nostro pane quotidiano (Our Daily Bread), regia di King Vidor (1934)
- Il tesoro dei faraoni (Kid Millions), regia di Roy Del Ruth (1934)
- La ragazza del porto (Waterfront Lady), regia di Joseph Santley (1935)
- The Rogues' Tavern, regia di Robert F. Hill (1936)
- Sotto i ponti di New York (Winterset), regia di Alfred Santell (1936)
- Portia on Trial, regia di George Nichols Jr. (1937)
- Hanno fatto di me un criminale (They Made Me a Criminal), regia di Busby Berkeley (1939)
- Donne (The Women), regia di George Cukor (1939)
- Uomini e topi (Of Mice and Men), regia di Lewis Milestone (1939)
- Women in War, regia di John H. Auer (1940)
- Il vendicatore di Jess il bandito (The Return of Frank James), regia di Fritz Lang (1940)
- Il prigioniero di Amsterdam (Foreign Correspondent), regia di Alfred Hitchcock (1940)
- Fulminati (Manpower), regia di Raoul Walsh (1941)
- Lady Eva (The Lady Eve), regia di Preston Sturges (1941)
- Signorine, non guardate i marinai (Star Spangled Rhythm), regia di George Marshall (1943)
- Ragazze in catena (Girls in Chains), regia di Edgar G. Ulmer (1943)
- L'ispettore generale (The Inspector General), regia di Henry Koster (1949)
- Incrocio pericoloso (The Crooked Way), regia di Robert Florey (1949)
- Aquile tonanti (Thunderbirds), regia di John H. Auer (1953)
- The Eddie Cantor Story, regia di Alfred E. Green (1952)
- È nata una stella (A Star Is Born), regia di George Cukor (1954)
- Tu sei il mio destino (Young at Heart), regia di Gordon Douglas (1954)
- Capobanda (The Music Man), regia di Morton DaCosta (1962)
- Sherlocko... investigatore sciocco (It's Only Money), regia di Frank Tashlin (1962)
- Gli esclusi (A Child Is Waiting), regia di John Cassavetes (1963)
- My Fair Lady, regia di George Cukor (1964)
- Baciami, stupido (Kiss Me, Stupid), regia di Billy Wilder (1964)

### Televisione
- Il tenente Ballinger (M Squad) – serie TV, episodio 1x05 (1957)
- Bonanza – serie TV, episodio 1x12 (1959)
- The Texan – serie TV, episodio 2x07 (1959)
- This Man Dawson – serie TV, episodio 1x13 (1960)
- Have Gun - Will Travel – serie TV, episodio 5x23 (1962)
- The Wide Country – serie TV, episodio 1x22 (1963)
- La legge di Burke (Burke's Law) – serie TV, episodio 1x05 (1963)
- The Greatest Show on Earth – serie TV, episodio 1x30 (1964)
- Io e i miei tre figli (My Three Sons) – serie TV, episodio 6x20 (1966)

## Doppiatrici italiane
- Lydia Simoneschi in Gli esclusi
- Maria Saccenti in Baciami, stupido